# الطريق السريع 1 (إسرائيل)
الطريق السريع رقم 1 (بالعبرية: כביש 1)، هو الطريق السريع الرئيسي الذي يربط تل أبيب والقدس في إسرائيل ويستمر شرقاً إلى وادي الأردن.

## طالع أيضًا
- طريق بورما